# Stanisław Dziwisz
Stanisław Jan Dziwisz (Raba Wyżna, Pequeña Polonia, 27 de abril de 1940) es un cardenal de la Iglesia católica que fue secretario personal de Juan Pablo II durante cuarenta años y arzobispo de Cracovia entre 2006 y 2016.

## Biografía
Nació el 27 de abril de 1940 en Raba Wyżna, una pequeña localidad polaca del voivodato de Pequeña Polonia. Sus padres fueron Stanislaw Dziwisz y Sofia Bielarczyk.
Estudió en seminarios locales y, tras completar los estudios teológicos, fue ordenado sacerdote el 23 de junio de 1964 en la Archidiócesis de Cracovia por su obispo auxiliar, Karol Wojtyła. Wojtyła puso a Dziwisz en su equipo como secretario personal durante el tiempo en que fue obispo auxiliar y luego arzobispo. Cuando Wojtyła fue elegido papa, Dziwisz continuó en la Archidiócesis hasta que fue nombrado una vez más secretario privado de Juan Pablo II.
Dziwisz fue nombrado obispo titular de San Leone y cabeza de la Prefectura de la Casa Papal el 7 de febrero de 1998. Fue ordenado obispo el 19 de marzo de ese año, siendo el principal consagrador el papa Juan Pablo II, y los co-consagradores el Secretario de Estado Angelo Sodano y el cardenal Franciszek Macharski, entonces Arzobispo de Cracovia. Juan Pablo II lo elevó al rango de Arzobispo el 29 de septiembre del 2003, conservando la titularidad de San Leone.

### Prefecto Adjunto de la Casa Papal
Muchos testigos han asegurado que Juan Pablo II y Dziwisz tenían una relación de padre e hijo. Él dormía en una recámara cercana a la del papa, siempre estaba cerca de él durante misa, y estaba con él siempre despierto. Durante el pontificado de Juan Pablo II, se convirtió en una de las más influyentes voces en la Santa Sede
El 31 de marzo del 2005, la salud del papa empeoró tanto que el Arzobispo Dziwisz le realizó la Unción de los enfermos. Antes de la muerte del papa, Dziwisz fue requerido por él para escribir un mensaje a su equipo de que no estuvieran tristes, que él (Juan Pablo II) estaba feliz y ellos debían estarlo también.
Cuando Juan Pablo II murió el 2 de abril de 2005, Dziwisz estaba a su lado. De acuerdo a las reglas creadas por Juan Pablo II, Dziwisz empacó sus pertenencias y desalojó el apartamento papal antes de que fuera sellado por el camarlengo. Se cree que Juan Pablo II tenía esperanzas de hacer a Dziwisz Arzobispo de Cracovia y elevarlo a cardenal, puesto y título que había tenido el papa. La vacante no ocurrió antes de la muerte de Juan Pablo II. Fue el papa Benedicto XVI quien nombró a Dziwisz Arzobispo de Cracovia.
Durante el funeral de Juan Pablo II el 8 de abril, Dziwisz tuvo el honor de colocar un velo blanco de seda sobre la cara del papa antes de que el cuerpo fuera enterrado. Fue simbólicamente el último acto de servicio de Dziwisz como secretario de Juan Pablo II.

### Arzobispo de Cracovia
El 3 de junio de 2005, Benedicto XVI nombró a Dziwisz sucesor del retirado Cardenal Franciszek Macharski como Arzobispo de Cracovia. 

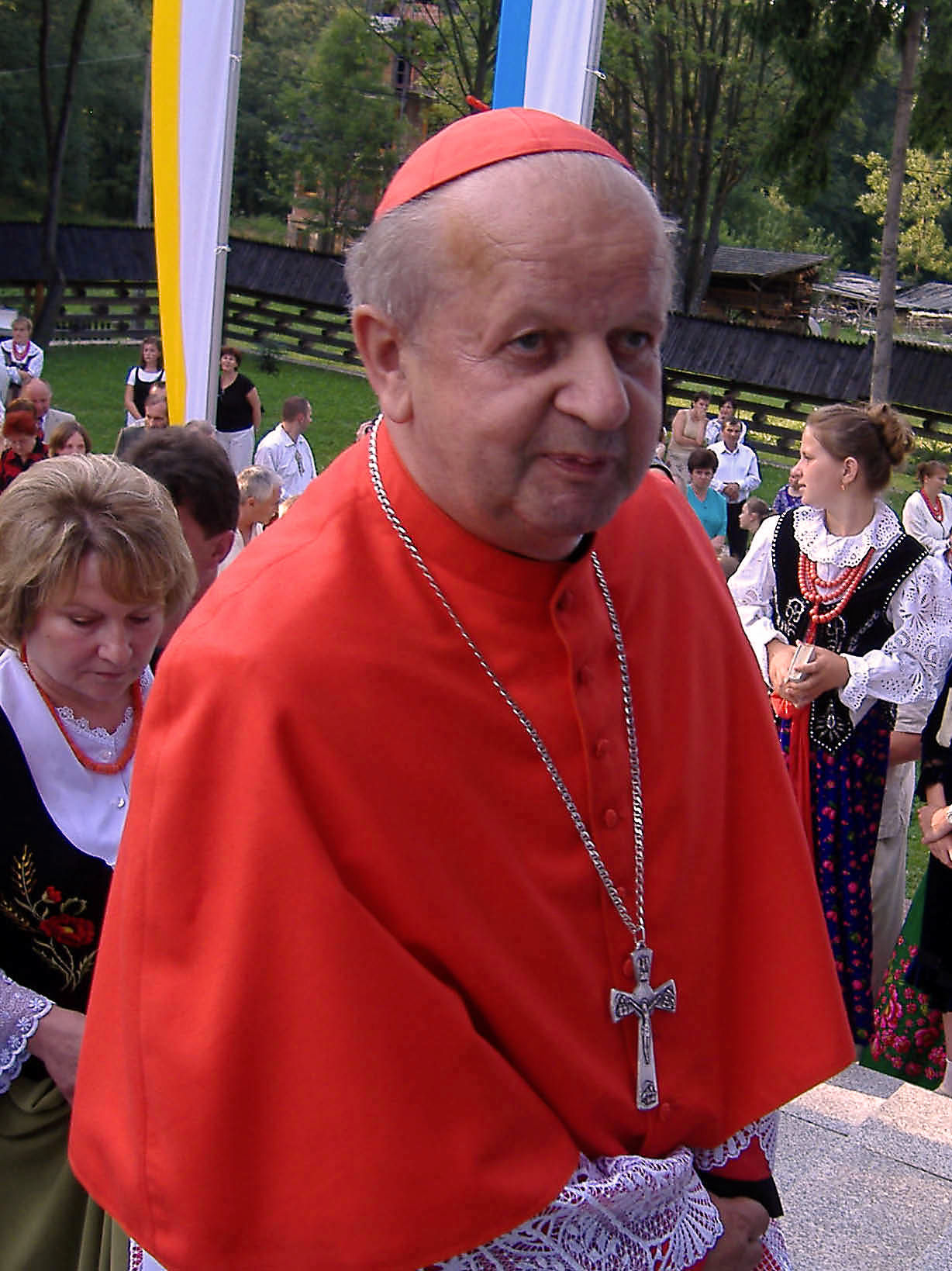
El cardenal Dziwisz en 2006

En el consistorio del 24 de marzo del 2006, el Arzobispo Dziwisz fue creado cardenal, convirtiéndose en el Cardenal Titular de la Iglesia de Santa María del Pueblo. Es costumbre elevar a los arzobispos de ciertas sedes episcopales importantes, como Cracovia, al Colegio Cardenalicio. Dziwisz también ha sido mencionado como el posible cardenal in pectore nombrado por Juan Pablo II en el 2003, pero el papa nunca mencionó la identidad de dicho cardenal.
El 25 de mayo de 2006, Dziwisz fue, entre otros, una de las personalidades del clero que recibió al papa Benedicto XVI en su visita a Polonia.
El 8 de diciembre de 2016 fue aceptada su renuncia al gobierno pastoral de la archidiócesis de Cracovia por motivos de edad.

## Obras
- Stanislao Dziwisz, Una vida con Karol, La esfera de los libros, 2007, ISBN 978-84-9734-657-3